# Shitou Xiqian
Shitou Xiqian (chiń. 石頭希遷, pinyin Shítóu Xīqiān; kor. 석두희천 Sŏktu Hŭich'ŏn; jap. Sekitō Kisen; wiet. Thạch Đầu Hi Thiên; ur. 700, zm. 790) – chiński mistrz chan szkoły północnej, jeden z kluczowych mistrzów w historii chanu.

## Życiorys
Shitou urodził się w powiecie Gaoyao w prowincji Guangdong, niedaleko od klasztoru 6 Patriarchy Huinenga w Caoxi. W dzieciństwie różnił się od innych dzieci,m.in. miał bardzo duże uszy. Kiedy matka zabrała go do buddyjskiej świątyni był zachwycony przedstawieniami Buddy, a zwłaszcza wydłużonymi uszami. Powiedział wtedy Jeśli to jest Budda, powinienem stać się nim.
Gdy miał 13 lat, w roku 713, został uczniem Huinenga, a po jego śmierci w tym samym roku, mało znanego mistrza – ucznia 6 Patriarchy – Qingyuana Xingsiego (660–740), który przebywał na górze Qingyuan w Jiangxi. W 728 r. przyjął pełne mnisie święcenia w klasztorze Luofu w prow. Guangdong. Z biografii mistrza w Zutang ji wiadomo, że Shitou posłany został do Nanyue przez swojego nauczyciela z listem od niego do Nanyuego Huairanga (677–744).
Shitou był o 9 lat starszy od Mazu Daoyi, z którym utrzymywał kontakty.
Wielkie oświecenie mistrza nastąpiło podczas czytania Zhao lun, gdzie znajduje się zdanie Ten, kto urzeczywistni, że miriady rzeczy są czyjąś własną jaźnią, nie różni się od mędrców. Po przeczytaniu tego zdania zapadł w sen, w którym razem z 6 Patriarchą jechał na grzbiecie żółwia płynącego przez ocean. Po obudzeniu się uświadomił sobie, że żółw symbolizował mądrość, a ocean był morzem egzystencji. To przeżycie natchnęło go do napisania słynnego wiersza „Cantongqi” (參同契 Urzeczywistnienie jedności).
Po śmierci swojego nauczyciela w 740 r. Shitou przeniósł się na górę Nanyue, znaną także jako Heng, w prowincji Hunan.
Po przeniesieniu się do Nanyue około 741 r., wybudował sobie małą chatkę na płaskiej skale i zaczęto go nazywać „Kamiennogłowy” (chiń. Shitou). Spędził tam 23 lata na medytacji i nauczaniu powiększającej się gromady uczniów. Shitou spotkał się tam także z Huairangiem, który pomógł mu w zamieszkaniu na górze Heng budując dla niego małą świątynię. Było to przed przeniesieniem się Mazu do Fujian, więc zapewne spotkali się. W Zutang ji znajduje się informacja, że spotkali się jeszcze podczas poprzedniej wizyty Shitou u Huairanga. Chociaż nie ma bezpośredniego i pewnego dowodu, że Shitou i Mazu spotkali się, to kilka historii z biografii Mazu zdaje się wskazywać na bliski związek pomiędzy nimi. Z biografii Mazu wynika, że był on świadomy działalności Shitou w Nanyue i miał o nim bardzo dobrą opinię. Niektóre z nieco późniejszych źródeł posttangowskich zawierają informacje, że Mazu posyłał wielu swoich uczniów po nauki do Shitou. Byli wśród nich Danxia Tianran, Tianhuang Daowu, Zhaoti Huilang, Deng Yingfeng. Nie była ta jednak wymiana uczniów, gdyż Shitou nigdy nie posłał swoich uczniów do Mazu.
W 764 r. przeniósł się do Liangduan w Tanzhou (także w prow. Hunan) razem ze swoimi uczniami, do wybudowanego dla niego klasztoru.
Przed śmiercią mistrz powrócił do Nanyue, gdzie zmarł w roku 790. W Donglin wzniesiono stupę Jiangxian, a cesarz De Zong nadał mu pośmiertne imię Wuji dashi (無際大師; Wielki Nauczyciel Bez Ograniczeń).

## Pozycja Shitou w historii chanu
O mistrzu zachowało się bardzo mało informacji biograficznych. Za życia był on właściwie nieznanym mistrzem, który prowadził bardzo odosobnione życie i miał względnie mało uczniów. Przez całe dziesięciolecia po jego śmierci, linia przekazu mistrza pozostawała zaledwie lokalną, mało znaną tradycją. Nie podejmowano nawet żadnych prób podwyższenia pozycji Shitou. W tekstach Guifenga Zongmiego (781–841) z trudnością można o nim znaleźć wzmianki. Także inne źródła z początku IX w., traktujące o ważnych liniach przekazu pomijają go prawie całkowicie.
Zmiana nastąpiła w połowie IX w., gdy linia przekazu Shitou zaczęła być coraz bardziej wpływowa, głównie dzięki pojawieniu się tak wybitnego mistrza jak Dongshan Liangjie i jego uczniów. Nagle Shitou został rozpoznany jako jeden z dwu (obok Mazu) przodków całego ruchu chan. Rozpoczęły się dyskusje, komu należy przypisać uczniów, którzy praktykowali u obu mistrzów. Zwłaszcza postać wybitnego mistrza Tianhuanga Daowu (748–807) budziła zrozumiałe kontrowersje, bowiem jego linia przekazu wyłoniła z siebie – oprócz szkoły caodong – jeszcze dwie inne szkoły chan: yunmen, której założycielem był Yunmen Wenyan (864–949) oraz fayan, której założycielem był Fayan Wenyi (885–958). Ostatecznie Daowu został przypisany Shitou. Obecnie wszystkie linie przekazu Dharmy chanu na świecie należą albo do Shitou, albo do Mazu.
W niektórych późniejszych źródłach, aby podkreślić jego wagę, jego linię przekazu nazwano „szkołą hunańską”, zapewne dla zrównoważenia ze szkołą hongzhou mistrza Mazu.
Mumia mistrza podczas chińskiej rewolucji w 1911 r. została przeniesiona do Japonii i znajduje się obecnie w klasztorze szkoły sōtō w Sōji w Yokohamie.

## Linia przekazu Dharmy zen
Pierwsza liczba oznacza liczbę pokoleń mistrzów od 1 Patriarchy indyjskiego Mahakaśjapy.
Druga liczba oznacza liczbę pokoleń od 28/1 Bodhidharmy, 28 Patriarchy Indii i 1 Patriarchy Chin.
- 33/6. Dajian Huineng (638–713)
  - 34/7. Qingyuan Xingsi (660–740)
    - 35/8. Shitou Xiqian (700–790)
      - 36/9. Changzi Kuang (bd)
      - 36/9. Zhaodi Huilang
      - 36/9. Jingzhao Shili
      - 36/9. Changzu Kuang (bd)
        - 37/10. Shishi Qingguang (bd)

      - 36/9. Dadian Baotong (zm. 819) ta linia wymarła po kilku pokoleniach
        - 37/10. Sanping Yizhong (781–872)
        - 37/10. Hanyu (768–824)

      - 36/9. Danxia Tianran (738–824)
        - 37/10. Cuiwei Wuxue (739–824)
          - 38/11. Zingbing (bd)
          - 38/11. Touzi Datong (819–914)
            - 39/12. Dayang Daokai (bd)

      - 36/9. Tianhuang Daowu (748–807)
        - 37/10. Longtan Chongxin (bd)
          - 38/11. Deshan Xuanjian (780–865)
            - 39/11. Yantou Quanhuo (828–887)
              - 40/12. Ruiyan Shiyan (bd)

            - 39/12. Xuefeng Yicun (822–908)
              - 40/13. Yunmen Wenyan (862–949) szkoła yunmen
              - 40/13. Xuansha Shibei (835–908)
                - 41/14. Luohan Guichen (867–928)
                  - 42/15. Fayan Wenyi (884–958) szkoła fayan

      - 36/9. Yaoshan Weiyan (751–834)
        - 37/10. Daowu Yuanzhi (769–835)
        - 37/10. Yunyan Tansheng (770–84)
          - 38/11. Dongshan Liangjie (806–869) szkoła caodong